# Amanbajew
Amanbajew (kirgisisch Аманбаев, russisch Аманбаево Amanbajewo) ist ein Dorf im Oblus Talas (Kirgisistan) mit 6.532 Einwohnern (Stand 2022). Es liegt im Rajon Aitmatow.

## Geographie
Es liegt an der nordwestlichen Grenze des Landes zum Oblys Schambyl in Kasachstan.

## Bevölkerung
| Jahr | Einwohner |
| ---- | --------- |
| 1999 | 5.464     |
| 2009 | 6.203     |
| 2022 | 6.532     |